# هيفاء الجديع
هيفاء بنت عبدالرحمن الجديع ، هي دبلوماسية سعودية ، عينت في يناير من عام 2023 سفيرة ورئيسة البعثة السعودية إلى الاتحاد الأوروبي وإلى الجمعية الأوروبية للطاقة الذرية . وبأدائها القسم أمام العاهل السعودي ، سلمان بن عبدالعزيز آل سعود ، يرتفع عدد السفيرات السعوديات إلى خمسة ، بعد تعيين ريما بنت بندر بن سلطان آل سعود ، سفيرة للرياض في الولايات المتحدة الأمريكية عام 2019 ، والتي تعد أول سعودية تشغل منصب سفيرة .

## المسيرة المهنية
عملت هيفاء الجديع في قطاع الدبلوماسية والإعلام في عدة محطات ، حيث علت كعضو في الفريق التنفيذي في المجموعة السعودية للأبحاث والإعلام ، وشغلت منصب الرئيس التنفيذي لمركز الأبحاث "إس آر إم جي ثينك" ، التابع للمجموعة السعودية .
كما عملت الجديع في مركز الأمم المتحدة لمكافحة الإرهاب ، وكانت ضمن الفريق السعودي في الأمم المتحدة ومجلس الأمن . وأشرفت خلال مسيرتها المهنية على الإدارة العامة للعلاقات الدولية في وزارة السياحة السعودية .
والجديع حاصلة على درجة الماجستير في حل النزاعات والتفاوض من جامعة كولومبيا ، ودرجة الماجستير في العلاقات الدولية من جامعة سيراكيوز ، ودرجة البكالوريوس في الصحافة من جامعة سيراكيوز .